# La Vengeance dans la peau
Cet article concerne le livre de Robert Ludlum. Pour l'adaptation cinématographique, voir La Vengeance dans la peau.
Pour les articles homonymes, voir The Bourne Ultimatum.
La Vengeance dans la peau (titre original : The Bourne Ultimatum) est un roman d'espionnage de l'écrivain américain Robert Ludlum paru en 1990. C'est le troisième volet de la célèbre série ayant pour héros Jason Bourne.

## Résumé
Un tueur doit affronter un terroriste qui le persécute. Le tueur aura fort à faire, puisque ledit terroriste a accès à maintes ressources et que des responsables du gouvernement des États-Unis ont des plans en ce qui le concerne.

## Adaptation
- 2007 : La Vengeance dans la peau, film américain réalisé par Paul Greengrass, porte le même titre que le roman La Vengeance dans la peau, avec Matt Damon dans le rôle de Jason Bourne, comme dans les deux précédents épisodes déjà tournés : La Mémoire dans la peau et La Mort dans la peau. Le scénario de ce troisième film n'est pas adapté du troisième roman, mais des deux dernières scènes du roman La Mort dans la peau. Le film est sorti en France le 12 septembre 2007. Paul Greengrass est le réalisateur de La Mort dans la peau et de  Bloody Sunday.